# Кассата, Франческо
Франче́ско Касса́та (итал. Francesco Cassata; род. 16 июля 1997, Сарцана, Лигурия) — итальянский футболист, полузащитник клуба «Специя».

## Клубная карьера
Кассата — воспитанник клубов «Эмполи» и «Ювентус». В 2016 году он был включён в заявку основной команды последнего. Летом того же года Кассата для получения игровой практики был отдан в аренду в «Асколи». 27 августа в матче против «Про Верчелли» он дебютировал в итальянской Серии B. В этом же поединке Франческо забил свой первый гол за «Асколи». Летом 2017 года Кассата перешёл в «Сассуоло». Сумма трансфера составила 7 млн. евро. 22 октября в матче против СПАЛа он дебютировал в итальянской Серии A. 4 апреля 2018 года в поединке против «Кьево» Франческо забил свой первый гол за «Сассуоло».
Летом 2018 года Кассата был отдан в аренду в Фрозиноне. 2 сентября в матче против «Лацио» он дебютировал за новый клуб.

## Международная карьера
В 2016 году в составе юношеской сборной Италии Кассата стал серебряным призёром юношеского чемпионата Европы в Германии. На турнире он сыграл в матчах против команд Франции, Германии, Австрии и Португалии.
В 2017 году Кассата в составе молодежной сборной Италии стал бронзовым призёром молодёжного чемпионата мира в Южной Корее. На турнире он сыграл в матчах против команд ЮАР, Японии, Замбии и Уругвая.

## Достижения
Международные
 Италия (до 19)
- Юношеский чемпионат Европы — 2016

 Италия (до 20)
- Чемпионат мира среди молодёжных команд — 2017